# 安岳奎閣
安岳奎閣位於四川省資陽市安岳縣，文物遺址年代判定為清。2012年7月16日公佈為第八批四川省文物保護單位。
安岳奎閣位於四川省安岳縣岳陽鎮奎星社區，占地面積254.4平方米，建於清道光二年。查閣為八邊形，五級重簷木結構塔，通高19.6米，塔基用三層條石堆砌，高0.8米，寬0.6米，塔身逐層內收，每層間以之字形木梯連接，共四層。塔頂為四角攢尖頂，作寶瓶塔刹。塔身第一層正面有一雙扇木門，寬1.45米，高1.9米，第一層左右兩邊各開1正方方形花格窗；第二層每面開3扇正方形方格窗；第三層每面開1正方形花窗；第4層每面開1直徑1.2米圓形花窗。塔基前垂帶式踏道四級。第四層糠上墨書“大清道光二年壬午歲朔囗囗邑士庶囗公立，賜進士出身知安岳縣囗囗儒學訓囗囗陽千囗囗囗囗囗”。塔正前面2.5米有木結構門樓，門樓二柱一間五樓，廡殿頂。寬4.75米，高9米。安岳奎閣佈局合理，氣勢恢宏，保護存完好，對研究清代古建築具有重要的意義，是難得的古建築實物資料。1988年，安岳奎閣被安岳縣人民政府公佈為縣級文物保護單位。